# سد سلمان فارسی
سد سلمان فارسی، یک سد بتنی در مرکز استان فارس روی رودخانه قره‌آغاج است. این سد ۱۴۰۰ میلیون متر مکعب گنجایش ذخیره آب دارد و بزرگ‌ترین سد استان فارس می‌باشد. سد سلمان فارسی به عنوان منبع اصلی آب آشامیدنی شهرها و روستاهای جنوبی استان فارس عمل می‌کند و در تأمین آب منطقه به‌ویژه در شرایط خشکسالی سال‌های اخیر نقش بسزایی داشته است. تاج سد در شهرستان قیر و کارزین و دریاچه آن با وسعت ۴۸۵۰ هکتار در شهرستان جهرم می‌باشد.
ارتفاع این سد ۱۲۵ متر از پِی، عرض آن در قسمت پِی ۶۳ متر و عرض آن در تاج سد ۷ متر می‌باشد.

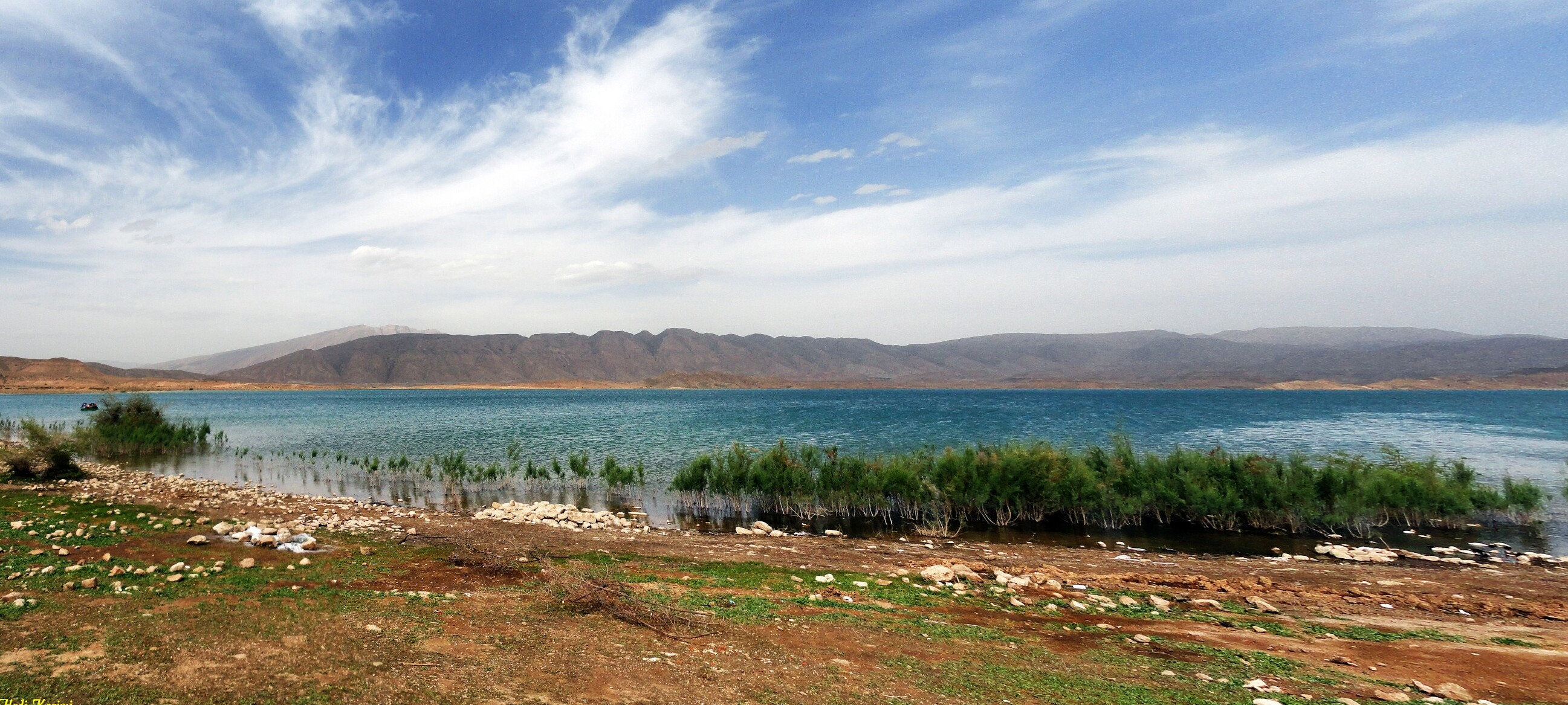
نمایی از دریاچه در شهرستان جهرم